# Indice cardiaco
L'indice cardiaco è un parametro emodinamico cardiovascolare che si ottiene dividendo la gittata cardiaca per l'area della superficie corporea al fine di correggere il valore di portata per il peso e la statura dei singoli soggetti (IC = Q / S). Il valore si esprime in litri al minuto per metro quadro (l/min/m2).

## Calcolo dell'indice cardiaco
L'indice si calcola con la seguente formula:
{\displaystyle IC={\frac {GC}{BSA}}={\frac {VS*FC}{BSA}}}
dove
CI=indice cardiaco
BSA=Body surface area (superficie corporea)
VS=Volume sistolico
FC=Frequenza cardiaca
GC=Gittata cardiaca

## Significato clinico
I valori di riferimento sono compresi tra 2,6 e 4,2 L/min per metro quadro.
Questo parametro è spesso utilizzato in terapia intensiva per valutare complessivamente la funzione cardiaca, poiché normalizza il volume di sangue pompato dal cuore per la superficie corporea dell'individuo.
Un valore inferiore a 2 L/min/m² può essere indice di shock cardiogeno.